# Iva Withers
Pearl Iva Edith Withers, nota semplicemente come Iva Withers (Rivers, 7 luglio 1917 – Englewood, 7 ottobre 2014) è stata un'attrice e cantante canadese naturalizzata statunitense, nota soprattutto come interprete di musical a Broadway.

## Biografia
Nel corso della sua carriera teatrale ha spesso recitato in ruoli principali, ma sempre come sostituta o rimpiazzo in musical rimasi a lungo in cartellone. Debuttò a Broadway nel 1943 nella prima produzione di Oklahoma!, in cui recitava nell'ensemble ed era la sostituta per i ruoli principali di Laurey e Ado Annie. nella prima produzione di Carousel (1945) e quando la protagonista Jan Clayton lasciò il cast la Withers la rimpiazzò nel ruolo di Julie Jordan. Tornò ad interpretare Julie nel tour del 1947, a New York nel 1949, a Londra nel 1950 e a Dallas nel 1952; in totale, interpreterà il ruolo per oltre seicento repliche. Nell'estate del 1945 recitò nella pomeridiana di Carousel e nella serale di Oklahoma! nello stesso giorno, diventando quindi la prima attrice ad apparire in due blockbuster di Broadway nell'arco della stessa giornata.
In seguito interpretò altri grandi ruoli da protagonista a Broadway e in tour, tra cui Magnolia in Show Boat (St Louis, 1951), Miss Adelaide in Guys and Dolls (Broadway, 1951; tour, 1953; New York, 1959) e Nellie Forbush in South Pacific (tour statunitense, 1951). Recitò per l'ultima volta a Broadway tra il 1968 e il 1970 nella commedia Forty Carats, dove interpretava Mrs Adams e faceva da sostituta a Julie Harris e poi Zsa Zsa Gábor. Al termine delle repliche si ritirò dalle scene.

### Vita privata
Dopo aver perso il fidanzato all'inizio della seconda guerra mondiale, la Withers sposò Robert Strom nel 1943. Nel 1946, durante una tournée di Carousel, incontrò Kazimir Kokich, ex ballerino del Ballet Russe de Monte Carlo e al tempo sposato con Alexandra Danilova. Entrambi ottennero l'annullamento dai rispettivi coniugi e si sposarono nel 1949. L'alcolismo di Kokich gli impedì di lavorare e, alla fine, l'uomo tornò nella natia Croazia. Per mantenere se stessa e i figli, dopo il ritiro dalla scene la Withers lavorò come segretaria per un medico fino alla pensione, all'età di settantasette anni. La figlia Kim Alexandra Kokich è una reporter della National Public Radio, il figlio Jerry Kokich un insegnante di danza ed ex ballerino del Joffrey Ballet.